# Atlasaurus imelakei
L'Atlasauro (Atlasaurus imelakei) è un genere di dinosauro sauropode vissuto nell'Africa del Giurassico medio.
Lo scheletro di questo grosso sauropode è stato rinvenuto nel 1999 da Monbaron, Russell e Taquet a Wawmad (altipiano centrale dell'Atlante in Marocco), in una formazione del Giurassico medio nella Provincia di Azilal, nella regione Tadla-Azilal. Deve il suo nome al luogo dove è stato scoperto e alle sue giganti dimensioni (lungo circa 15 metri, pesante circa 22 tonnellate).
Il sauropode sembra essere più vicino al Brachiosauro di qualsiasi altro sauropode conosciuto, ma rispetto a lui possiede un cranio più grande, un collo più corto, una coda più lunga e delle zampe anteriori più lunghe rispetto alla lunghezza della colonna vertebrale.
La presenza di grossi sauropodi nel Giurassico medio, è molto importante per capire la storia dell'evoluzione di questi giganti del passato.
La specie Atlasaurus imelakei, deriva da Imelake, nome arabo di un gigante.